# Cascina Cernuschi
La Cascina Cernuschi è una delle architetture che si trovano all'interno del Parco di Monza.

## Storia e descrizione
La cascina si componeva originariamente di un unico corpo di fabbrica, costituito da due locali e un'annessa stalla (o fienile). Il progetto di trasformazione del Canonica prevedeva il mantenimento delle murature originarie, con l'aggiunta di portici sul fronte principale, sul fronte opposto e su quello meridionale, così da rendere a forma di U l'impianto dell'edificio. Nei locali a nord sarebbero stati collocati la stalla e il pollaio; a sud la cucina e la scala d'accesso alle stanze superiori. Gli interventi condotti dal Canonica a partire dal 1809 si limitarono alla regolarizzazione del fabbricato, raggiunta attraverso una ricercata simmetria degli elementi che lo costituivano e una regolarizzazione delle coperture. L'attuale aspetto della cascina si deve invece alla ricostruzione realizzata dal Tazzini, approvata nel marzo del 1847 e collaudata nel 1850.
Originariamente sede dell'allevamento dei cavalli purosangue del Mirabello, si compone oggi di due distinte parti, la cascina, composta da due corpi disposti a T, e le scuderie. Lateralmente sorgono due cortili rustici, dei quali il più ampio conserva un abbeveratoio. Le facciate della cascina sono scandite da finestre, che si caratterizzano per la varietà di cornici e timpani, in rilievo sull'intonaco grigio che imita la pietra. Durante alcuni rimaneggiamenti successivi sono state introdotte alcune finiture con cementi decorativi e pietre sintetiche. Le scuderie, di forma rettangolare, presentano pareti in laterizio e solai prefabbricati in cemento.
L'edificio è tuttora utilizzata come caserma dei Carabinieri a cavallo.